# Filippo Simeoni
Pour les articles homonymes, voir Simeoni.
Filippo Simeoni (né le 17 août 1971 à Desio, dans la province de Monza et de la Brianza en Lombardie) est un coureur cycliste italien des années 1990-2000. Ses victoires les plus importantes sont des étapes du Tour d'Espagne, en 2001 et en 2003, et le championnat d'Italie sur route en 2008.

## Biographie
Plus que pour ses prestations sportives, Simeoni est connu pour ses actions « rebelles ». Lors de la 18e étape de la Vuelta 2001, qu'il remporta, il franchit ainsi la ligne à pied, en portant son vélo, déclarant ensuite : « J'ai fait cela car je suis un penseur du cyclisme et du sport en général. Il faut faire des choses comme celles-ci pour changer. »
Simeoni a avoué s'être dopé à l'aide d'EPO et d'hormones de croissance prescrites par le docteur Michele Ferrari. Son témoignage devant la justice contre le médecin italien est à l'origine d'un différend avec Lance Armstrong, proche de Ferrari. L'Américain l'ayant traité de « menteur » à la suite de ses déclarations au procès, il porte plainte contre lui en 2003. Lors de la 18e étape du Tour de France 2004, Simeoni fait partie d'un groupe de six coureurs échappés, aucun ne représentant de danger pour l'Américain au classement général. Armstrong partira tout de même en contre-attaque, pour rattraper les échappés et demander à l'Italien de rejoindre le peloton. Simeoni fut contraint d'accepter, la présence d'Armstrong ayant fait accélérer le peloton, mené par l'équipe T-Mobile, et compromettant ainsi les chances de l'échappée. 16 ans plus tard, Simeoni révèle au quotidien Il Giornale qu'Armstrong était venu le rencontrer en Italie pour s'excuser de ce qu'il lui avait fait. L'Italien a alors accepté les excuses et s'il lui en veut pour avoir "commis de graves erreurs et [avoir] ruiné le rêve de nombreux cancéreux qui l'avaient élevé au rang de légende", il pense que le Texan mérite une seconde chance et qu'il "aurait probablement gagné [ses 7 Tours de France] sans dopage" notamment grâce à son mental.
En mai 2008 et après plusieurs années discrètes, il devient champion d'Italie sur route, à 36 ans.
Le 3 mai 2009, Filippo Simeoni rend son maillot de champion d’Italie en signe de protestation car son équipe, Ceramica Flaminia, n'est pas retenue pour le Giro 2009. « Il est inacceptable que le champion d'Italie ne puisse s'aligner dans le plus grand événement cycliste de son pays », explique-t-il à la presse italienne. Il estime que c'est parce qu'Armstrong était au départ de ce Giro que son équipe n'a pas été invitée. 
À la fin de la saison 2009, il prend sa retraite sportive à 38 ans. Il s'occupe désormais du bar-tabac familial à Sezze.

## Palmarès

### Palmarès amateur
- 1989
  - Coppa Palazzolo
- 1992
  - Coppa della Pace
  - 3e du Giro del Casentino
- 1993
  - Trophée Rigoberto Lamonica
  - 3e du Trophée Adolfo Leoni

### Palmarès professionnel
- 1998
  - 3e du Tour de Vénétie
- 2000
  - Grand Prix de Civitanova
  - 1re étape du Tour de Luxembourg
  - Regio-Tour :
    - Classement général
    - 2e étape

  - 3e de la Coppa Agostoni
- 2001
  - 18e étape du Tour d'Espagne
- 2003
  - 19e étape du Tour d'Espagne
  - 2e de Florence-Pistoia
- 2004
  - 5e étape du Tour d'Autriche
  - 3e de la Coppa Placci
- 2005
  - 2e étape du Tour du lac Qinghai
- 2008
  -  Champion d'Italie sur route

## Résultats sur les grands tours

### Tour de France
2 participations
- 1998 : 55e
- 2004 : 118e

### Tour d'Italie
5 participations
- 1996 : 49e
- 1997 : abandon (13e étape)
- 1999 : 90e
- 2000 : 104e
- 2001 : abandon (7e étape)

### Tour d'Espagne
5 participations
- 1995 : 118e
- 1997 : 69e
- 1999 : abandon (8e étape)
- 2001 : 61e, vainqueur de la 18e étape
- 2003 : 118e, vainqueur de la 19e étape

## Classements mondiaux
| Année           | 2005 | 2006 | 2007 | 2008 |
| --------------- | ---- | ---- | ---- | ---- |
| UCI Asia Tour   | 30e  |      |      |      |
| UCI Europe Tour | 656e |      |      | 94e  |